# RSV Lahn-Dill
Der RSV Lahn-Dill (Rollstuhlsportverein Lahn-Dill e.V.) ist ein Sportverein aus der hessischen Stadt Wetzlar, der 1983 gegründet wurde.
Überregional bekannt geworden ist der Verein durch den Rollstuhlbasketball, der als Spitzensport, Breitensport sowie Kinder- und Jugendsport angeboten wird. Daneben gibt es Sparten für Schwimmen, Tennis, Basketball, Segeln und Kegeln.

## Rollstuhlbasketball
Die erste Mannschaft spielt in der 1. Bundesliga und ist Weltpokalsieger 2010, fünfzehnfacher deutscher Meister, vierzehnfacher Pokalsieger (davon elfmal das Double Meister und Pokal) und achtfacher Europapokalsieger (davon 7 IWBF Champions League) sowie Vize-Weltcupsieger 2006, sie zählt zu den weltbesten Vereinen. Sie wird seit 2018 von Janet Zeltinger trainiert. Geschäftsführer und Manager der Mannschaft ist Andreas Joneck.
Spielort für die Bundesligaspiele ist die 4200 Zuschauer fassende Buderus Arena Wetzlar in Wetzlar.

### Kader 2022/2023
Stand: 14. September 2022
| Nr. | Name             | Geburtstag        | Geburtsort         | Klassif. | Position |
| --- | ---------------- | ----------------- | ------------------ | -------- | -------- |
| 4   | Ghazain Choudhry | 23. Juni 1986     | Karachi            | –        | Guard    |
| 5   | Simon Brown      | 7. Mär. 1986      | London             | –        | Guard    |
| 6   | Jannik Blair     | 3. Feb. 1993      | Horsham            | –        | Forward  |
| 7   | Peyman Mizan     | 7. Jan. 2000      | Teheran            | –        | Guard    |
| 8   | Mark Beissert    | 12. Dezember 1990 | Wetzlar            | –        | Center   |
| 9   | Matthias Güntner | 10. November 1998 | Neuwied            | –        | Center   |
| 10  | Catharina Weiß   | 2. Juni 2000      | Stuttgart          | –        | Forward  |
| 11  | Quinten Zantinge | 31. Jan. 2000     | Meppel             | –        | Guard    |
| 12  | Reo Fujimoto     | 22. Sep. 1983     | Shizuoka           | –        | Center   |
| 13  | Thomas Böhme     | 24. Juni 1991     | Bayreuth           | –        | Guard    |
| 15  | Rose Hollermann  | 25. Dezember 1995 | Mankato, Minnesota | –        | Forward  |

Die funktionale Klassifizierung der Spieler schafft einen Ausgleich zwischen Menschen mit unterschiedlich starker Behinderung.

### Trainerstab, Crew und Management
- Trainer[2]
  - Janet Zeltinger (Trainerin)
  - Günther Mayer (Co-Trainer)
  - Björn Lohmann (Videoanalyst)

- Crew
  - Petra Michel-Leutheuser (Teamärztin)
  - Daniel Schmidt (Physiotherapeut)
  - Philip Schmitz (Physiotherapeut)
  - Holger Wagner (Techniker)
  - Larissa Klaas (Teambetreuerin)

- Organisation
  - Sebastian Block (Koordinator Heimspiele)
  - Armin Diekmann (Fotograf)
  - Niclas Schubert (Leiter Geschäftsstelle)
  - Lisa Keiner (Geschäftsstelle)
  - Sven Köppe (Management)
  - Nicolai Zeltinger (Gesellschafter)
  - Andreas Joneck (Geschäftsführender Gesellschafter)

## Erfolge
Die 1. Mannschaft im Rollstuhlbasketball verzeichnete bisher folgende Erfolge:
- 1× Weltpokalsieger: 2010
- 7× IWBF Champions League: 2004, 2005, 2006, 2010, 2012, 2015, 2021
- 15× Deutscher Meister: 1998, 2004, 2005, 2006, 2007, 2008, 2010, 2011, 2012, 2013, 2014, 2015, 2017, 2022, 2024
- 14× Deutscher Pokalsieger: 2002, 2004, 2005, 2006, 2007, 2009, 2010, 2011, 2012, 2013, 2014, 2015, 2017, 2018
- 1× WBC-Europapokalsieger (Willi-Brinkmann-Cup): 2002
- 1× Vize-Weltpokalsieger: 2006
- 4× Vize-Champions-League-Sieger: 2007, 2008, 2011, 2016
- Zwischen Januar 2003 und Februar 2006 gelang der Mannschaft eine in der Bundesliga bisher einmalige Siegesserie von exakt 55 Siegen in Folge, wobei sie zwei komplette Spielzeiten in Folge in allen Wettbewerben verlustpunktfrei blieb.
- 9× Vizemeister: 1997, 2003, 2009, 2016, 2018, 2019, 2020, 2021, 2023
- 6× Vizepokalsieger: 1998, 1999, 2008, 2016, 2019, 2020
- Weitere Europapokal-Teilnahmen: 2019 Champions League Platz 3, 2017 Champions League Platz 3, 2014 Champions League Platz 3, 2009 Champions League Platz 3, 2001 André-Vergauwen-Cup Vorrunde, 1998 Champions League Vorrunde, 1997 André-Vergauwen-Cup Vorrunde